# Culicoides beckae
Culicoides beckae är en tvåvingeart som beskrevs av Wirth och Blanton 1967. Culicoides beckae ingår i släktet Culicoides och familjen svidknott. Inga underarter finns listade i Catalogue of Life.